# Izabela da Silva
Izabela da Silva (née le 2 août 1995) est une athlète brésilienne, spécialiste du lancer du disque. 

## Biographie
En 2014, elle remporte la médaille d'or du lancer du disque lors des championnats du monde juniors d'Eugene, aux États-Unis, en établissant un nouveau record personnel avec 58,03 m.

### Palmarès
| Date | Compétition                        | Lieu      | Résultat | Marque  |
| ---- | ---------------------------------- | --------- | -------- | ------- |
| 2013 | Championnats panaméricains juniors | Medellín  | 1re      | 54,15 m |
| 2014 | Championnats du monde juniors      | Eugene    | 1re      | 58,03 m |
| 2021 | Championnats d'Amérique du Sud     | Guayaquil | 1re      | 62,18 m |
| 2023 | Championnats d'Amérique du Sud     | São Paulo | 1re      | 61,26 m |
| 2023 | Jeux panaméricains                 | Santiago  | 1re      | 59,63 m |
| 2024 | Championnats ibéro-américains      | Cuiabá    | 1re      | 63,60 m |

### Records
| Épreuve          | Performance | Lieu      | Date         |
| ---------------- | ----------- | --------- | ------------ |
| Lancer du disque | 65,25 m     | São Paulo | 28 juin 2024 |